# Аталая-ду-Кампу
Аталая-ду-Кампу (порт. Atalaia do Campo)  —  район (фрегезия) в Португалии,  входит в округ Каштелу-Бранку. Является составной частью муниципалитета  Фундан. По старому административному делению входил в провинцию Бейра-Байша. Входит в экономико-статистический  субрегион Кова-да-Бейра, который входит в Центральный регион. Население составляет 645 человек на 2001 год. Занимает площадь 11,19 км².
Покровителем района считается Иоанн Креститель (порт. São João).